# Mina Başaran
Pour les articles homonymes, voir Başaran.
Mina Başaran (5 septembre 1990 - 11 mars 2018 dans les monts Zagros en Iran) est une femme d'affaires turque, jet-setteuse, mondaine et star d'Instagram.
Elle est la fille de Hüseyin Başaran, lui-même homme d'affaires, et son héritière présomptive. Elle était issue d'une famille Musulmane. Son père lui avait confié d'importantes responsabilités au sein de son groupe dès la fin des années 2000.  
Sa mort accidentelle, lors du crash du jet privé familial, provoque une très vive émotion en Turquie et suscite de nombreux hommages publics.

## Biographie
Mina Başaran naît le 5 septembre 1990. Elle est la fille de Hüseyin Başaran qui a fait fortune d'abord dans le commerce de la noisette, puis dans l'immobilier de luxe et de tourisme via le Başaran Holding.
Après des études de management suivies à Londres, elle rejoint en novembre 2013, le conseil d'administration de Başaran Holding,,.
Les Mina Towers, l'un des plus grands projets immobiliers de luxe d'Istanbul, portent notamment son nom.
Elle est par ailleurs une icône de la mondialisation en échangeant énormément sur les réseaux sociaux liés à Internet. Elle était déjà une star sur Instagram. Elle envisageait aussi de s'investir dans des programmes TV Turcs de Télé-réalité, mais elle cherchait le projet qui justifierait sa présence en de tels programmes.

## Décès
Mina Başaran trouve la mort à bord du jet privé familial, de type Bombardier Challenger 604, aux côtés de sept de ses amies, alors qu'elles revenaient d'une fête à Dubaï, Émirats arabes unis.
Le jet privé s'est écrasé dans les Monts Zagros, à plus de 400 km au sud de Téhéran, alors qu'il devait relier les villes de Sharjah et d'Istanbul. Le régime Iranien ne posera aucune difficulté pour favoriser l'intervention rapide des secouristes du Croissant Rouge Turc, et enquêteurs et gendarmes Turcs, et coopérera à tous les stades des recherches, pour localiser l'épave du Jet privé, et rapatrier les corps des victimes. 
Les huit victimes fêtaient l'enterrement de la vie de jeune fille de Mina avant son mariage prévu le 14 avril 2018, avec Murat Gezer. Les  trois autres victimes sont la pilote, et la copilote, et l'hôtesse, ce qui porte au total les victimes de l'accident du Jet privé à 11 femmes.  
Le président turc Recep Tayyip Erdoğan présente officiellement ses condoléances à la télévision turque et l'événement est rapporté par les médias turcs, notamment les quotidiens Hürriyet et Sabah. De nombreuses personnalités turques ont également fait part de leur tristesse.